# Dominique
Dominique är ett könsneutralt förnamn och även ett efternamn.  Det är en fransk form av det latinska namnet Dominikus som är bildat av orden 'dies' (gud) och 'dominika' (dag).
Den 31 december 2014 fanns det totalt 316 kvinnor och 221 män folkbokförda i Sverige med namnet Dominique, varav 157 kvinnor och 90 män bar det som tilltalsnamn. Som efternamn bars det av 90 personer.
En alternativ stavning av namnet är Dominic. Denna stavning är vanligare bland män än kvinnor. Den 31 december 2014 fanns det totalt 13 kvinnor och 548 män folkbokförda i Sverige med namnet Dominic, varav 5 kvinnor och 377 män bar det som tilltalsnamn. Dessutom bar 90 personer Dominique som efternamn.
Namnsdag: saknas i Sverige. I den finlandssvenska namnsdagslängden har Dominic namnsdag 5 augusti sedan 2025.

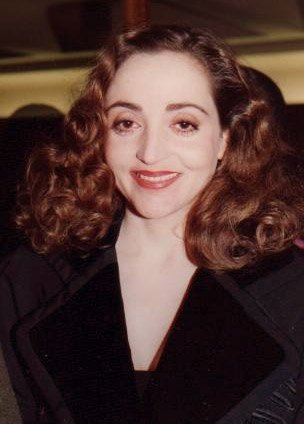
Dominique Blanc

## Personer med efternamnet Dominique eller med varianter av detta namn
- Carl-Axel Dominique (född 1939), svensk kompositör , pianist och flöjtist
- Christopher Dominique (född 1979), svensk kompositör, producent och pianist
- Jacek Dominik  (född 1969), polsk politiker, tillhör högern
- Jonas Dominique (född 1964), svensk dirigent, tonsättare, kontrabasist och låtskrivare
- Monica Dominique (född 1940), svensk pianist, kompositör, skådespelare
- Peter H. Dominick (1915–1981), amerikansk poløitiker, republikan, representant och senator för Colorado
- Ronald J. Dominique (född 1964), amerikansk seriemördare
- Tadeusz Dominik (1928–2014), polsk konstnär och formgivare

## Kvinnor med namnet Dominique
- Dominique Blanc, fransk skådespelare
- Dominique Dawes, amerikansk gymnast
- Dominique Gisin, schweizisk alpin skidåkare
- Dominique van Hulst, nederländsk sångerska
- Dominique Minot, fransk skådespelare
- Dominique Perreault, kanadensisk vattenpolospelare
- Dominique Sanda, fransk skådespelare
- Dominique Swain, amerikansk skådespelare

## Män med namnet Dominique

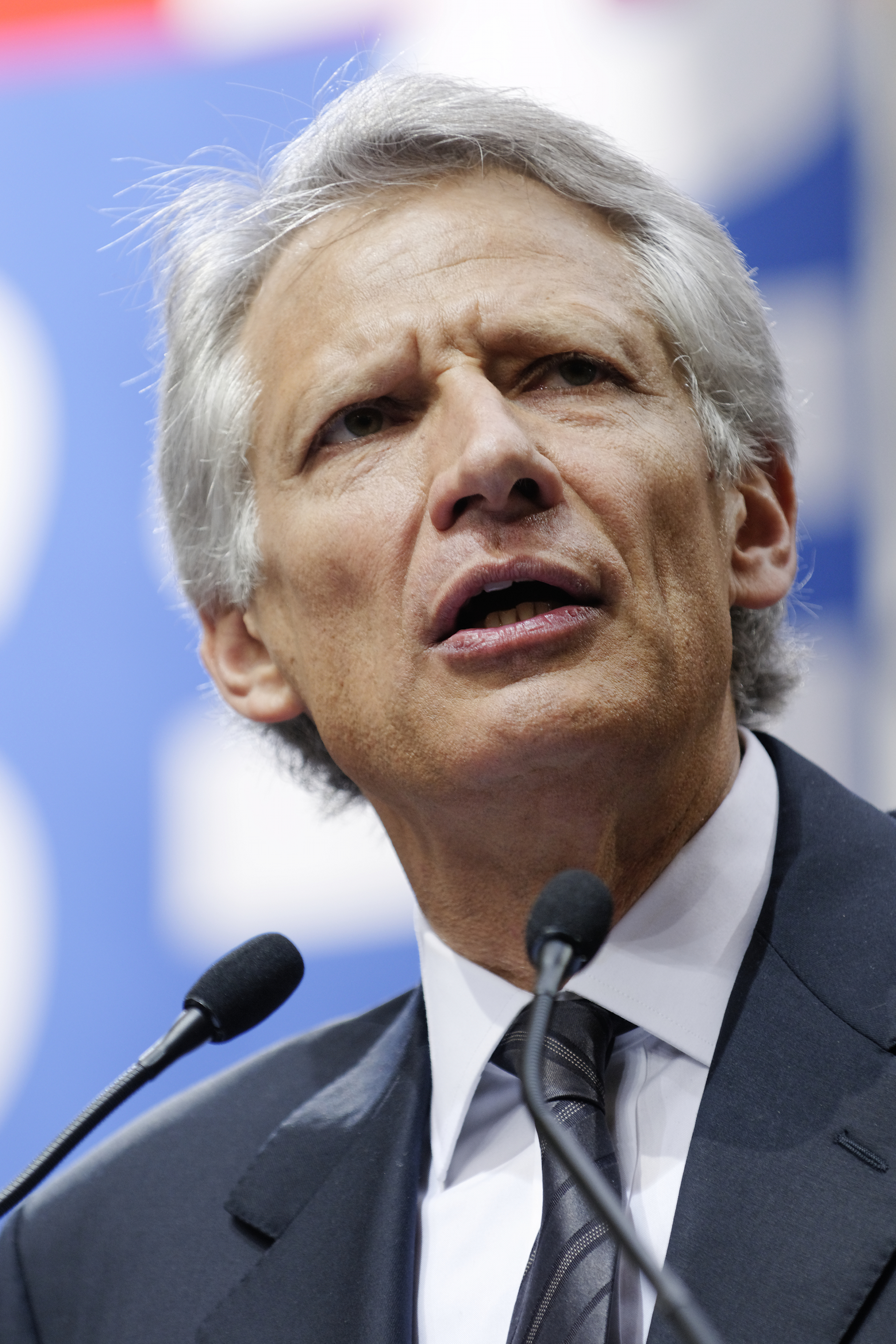
Dominique de Villepin

- Dominique Bouhours, fransk jesuit och författare
- Dominique Mbonyumutwa, Rwandas första president
- Dominique Parodi, fransk filosof
- Dominique Perrault, fransk arkitekt
- Dominique Pinon, fransk skådespelare
- Dominique Rocheteau, fransk fotbollsspelare
- Dominique Strauss-Kahn, fransk politiker
- Dominique Villars, fransk botanist
- Dominique de Villepin, fransk politiker, fd premiärminister

## Män med namnet Dominic

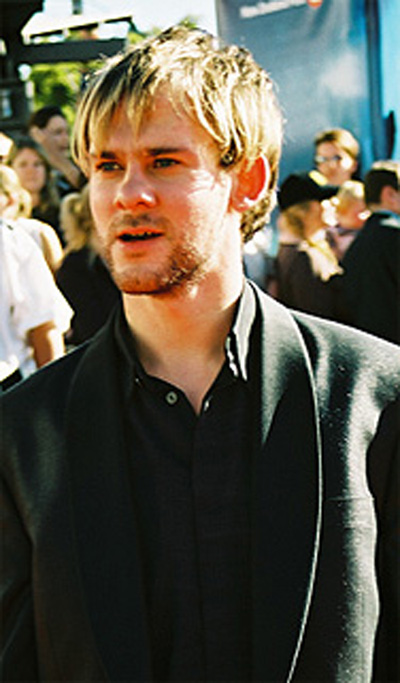
Dominic Monaghan

- Dominic Adiyiah, ghanansk fotbollsspelare
- Dominic Chatto, nigeriansk fotbollsspelare
- Dominic Chianese, amerikansk skådespelare
- Dominic Cooper, brittisk skådespelare
- Dominic Demeritte, bahamsk friidrottare
- Dominic Howard, brittisk musiker
- Dominic Keating, brittisk skådespelare
- Dominic Matteo, skotsk fotbollsspelare
- Dominic Monaghan, brittisk skådespelare
- Dominic Moore, kanadensisk ishockeyspelare
- Dominic Poleon, engelsk fotbollsspelare
- Dominic Purcell, australisk skådespelare
- Dominic West, brittisk skådespelare
- Dominic Yobe, zambisk fotbollsspelare